# CONUAR
Combustibles Nucleares Argentinos S.A., conocida por su acrónimo CONUAR, es una empresa mixta argentina especializada en la fabricación de componentes nucleares, elementos combustibles y en la gestión y supervisión de proyectos de infraestructura en centrales nucleares. 
La empresa fue fundada en 1981, e inaugurada un año después, en el Centro Atómico Ezeiza. Es propiedad en un 66,67 % de Sudacia S.A. (Perez Companc Family Group) y en un 33,33% de la Comisión Nacional de Energía Atómica (CNEA).

## Historia
La empresa se fundó en 1981, durante el Proceso de Reorganización Nacional, con el objetivo de fabricar y ensamblar el combustible nuclear que demandara la Central Nuclear Atucha I. En su fundación la empresa estaba compuesta en un 66,67 % de Pecom Energía (Perez Companc Family Group) y en un 33,33% de la Comisión Nacional de Energía Atómica (CNEA). En 1988, tras la construcción y puesta en función de la Central Nuclear Embalse, la empresa empezó a proveerla también de combustible nuclear.
En 1998, CONUAR empieza a producir pastillas de uranio SEU para la Central Atucha I. En 2002 realizó su primera exportación que consistió en 6 toneladas de uranio SEU a la empresa Zircatec de Canadá. En 2004 fabricó componentes para el reactor que estaba produciendo INVAP para exportar a ANSTO de Australia. En 2019 exportó a India tubos en U para generadores de vapor de un reactor y 3 años después exportó componentes del canal de combustible CANDU a Canadá y China.
En 2002, tras la venta de Pecom Energía a la petrolera brasileña Petrobras, las acciones que poseía el Perez Companc Family Group pasaron a formar parte de Sudacia S.A., empresa también de su propiedad.
En 2019, la empresa se fusionó con Fabricación de Aleaciones Especiales S.A. (FAE), propiedad de la CNEA y de CONUAR.